# Accordéon (film, 2004)
Pour l’article homonyme, voir Accordéon.
Pour plus de détails, voir Fiche technique et Distribution.
Accordéon est un court métrage d'animation réalisé à l'Office national du film du Canada en 2004 par Michèle Cournoyer. Le film a été projeté en compétition au Festival de Cannes et en ouverture des Rendez-vous du cinéma québécois.

## Synopsis
Émergeant d'une boîte, une femme est prisonnière d'une relation virtuelle ambiguë, dont elle parvient difficilement à s'extirper.

## Fiche technique
- Titre : Accordéon
- Titre anglais : Accordion
- Réalisation : Michèle Cournoyer
- Musique et son : Jean Derome
- Montage : Richard Comeau
- Producteurs : Marcel Jean, Jean-Jacques Leduc
- Société de production et de distribution : Office national du film du Canada
- Pays :  Canada
- Genre : court métrage
- Format : 35 mm
- Durée : 6 minutes 2 secondes
- Date de sortie : 2004

## Distinctions
- 2005 : Prix Remi OR - catégorie: Court métrage indépendant - film et vidéo, WorldFest-Houston International Film Festival (en)
- 2005 : Mention spéciale du Jury, Filmfest Dresden (de)
- 2004 : Mention d'honneur, Festival international du film documentaire et du film d'animation de Leipzig